# Green Oaks
Green Oaks es una villa ubicada en el condado de Lake en el estado estadounidense de Illinois. En el Censo de 2010 tenía una población de 3866 habitantes y una densidad poblacional de 361,86 personas por km².

## Geografía
Green Oaks se encuentra ubicada en las coordenadas 42°17′47″N 87°54′51″O / 42.29639, -87.91417. Según la Oficina del Censo de los Estados Unidos, Green Oaks tiene una superficie total de 10.68 km², de la cual 10.42 km² corresponden a tierra firme y (2.5%) 0.27 km² es agua.

## Demografía
Según el censo de 2010, había 3866 personas residiendo en Green Oaks. La densidad de población era de 361,86 hab./km². De los 3866 habitantes, Green Oaks estaba compuesto por el 86.6% blancos, el 1.4% eran afroamericanos, el 0.05% eran amerindios, el 8.46% eran asiáticos, el 0% eran isleños del Pacífico, el 0.62% eran de otras razas y el 2.87% pertenecían a dos o más razas. Del total de la población el 3.31% eran hispanos o latinos de cualquier raza.